# Ислам в Эстонии

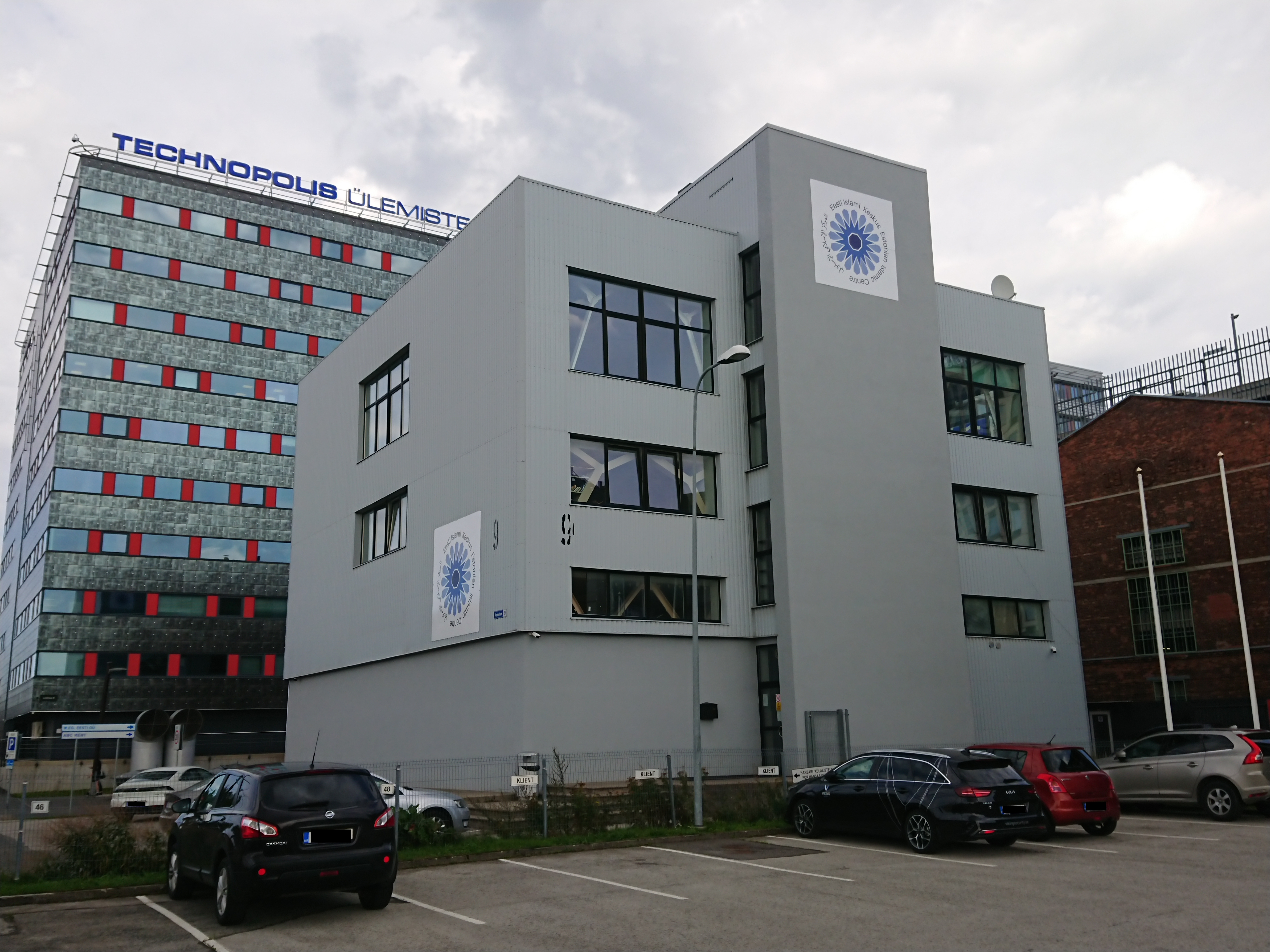
Эстонский исламский центр в Таллине, район Ласнамяэ

По данным последней переписи населения Эстонии, прошедшей в 2011 году, число людей, называющих себя мусульманами, равнялось 1 508 человек.
Однако, по данным различных исследований и источников, число мусульман в Эстонии значительно выше, от 10 000 до 20 000 человек.

## История
Самое раннее документально подтверждённое присутствие мусульман в Эстонии произошло, когда солдаты-мусульмане (татары) из Русского царства прибыли в Эстонию во время Ливонской войны. 
Мусульмане, в основном сунниты татары и шииты азербайджанцы, эмигрировали в Эстонию достаточно давно[уточнить], с присоединением Ливонии и Эстонии в состав Российской империи в 1721 году. С 1860 года члены татарской общины начали проявлять активную деятельность, находясь тогда в центре города Нарва.
Однако подавляющее большинство нынешних мусульман и их потомков составляют люди, приехавшие в Эстонию в советский период (1940—1991). Первая мусульманская организация, «Narva Muhamedi Kogudus», была зарегистрирована в соответствии с законами независимой Эстонской Республики в 1928 году, а вторая — «Tallinna Muhamedi Usuühing» — в 1939 году. Дом, построенный общиной в Нарве на средства, полученные в качестве пожертвований, был превращён в мечеть. Однако уже в 1940 году с приходом советской власти собрание было запрещено, а здание было полностью уничтожено при бомбардировке города во время Второй мировой войны в 1944 году.
На данный момент в Эстонии есть одна действующая мечеть.
Осенью 2008 года правитель одного из арабских эмиратов Султан бин Мухаммед Аль-Касими обратился к городским властям Таллина с просьбой о выделении земельного участка для строительства мечети и культурного центра для местных мусульман. Однако решения о строительстве мечети в Таллине до сих пор нет.
Главным имамом общины до 2024 года являлся Ильдар Мухамедшин – татарин, родившийся в Эстонии.

## Мусульмане различных этнических групп в Эстонии
- Казанские татары (2,363)
- Азербайджанцы (818)
- Узбеки (394)
- Казахи (233)
- Турки (43)
- Грузины (25)
- Другие (129)

(Источник)